# John Sandblom
Johannes Nicolaus Sandblom (Falköping, 5 de julho de 1871 — Estocolmo, 24 de julho de 1948) foi um velejador sueco, medalhista olímpico. Ele competiu nos Jogos Olímpicos de Verão de 1928 na classe 8 Metre e conquistou a medalha de bronze na disputa realizada a bordo do Sylvia com Clarence Hammar, Tore Holm, Carl Sandblom, Philip Sandblom e Wilhelm Törsleff. Ele também era dentista e estudou nos Estados Unidos.